# Прапор Грузинської РСР
Прапор Грузинської РСР — разом із гербом та гімном — республіканський символ Грузинської РСР. Проіснував до 1990, коли в країні був повернений прапор Грузинської Демократичної Республіки. 

## Галерея

Прапор Соціалістичної Радянської Республіки Грузії (1921-1922)
Прапор Грузинської РСР (1922-1937)
Прапор Грузинської РСР (1937-1951)